# Ginkgo-Museum

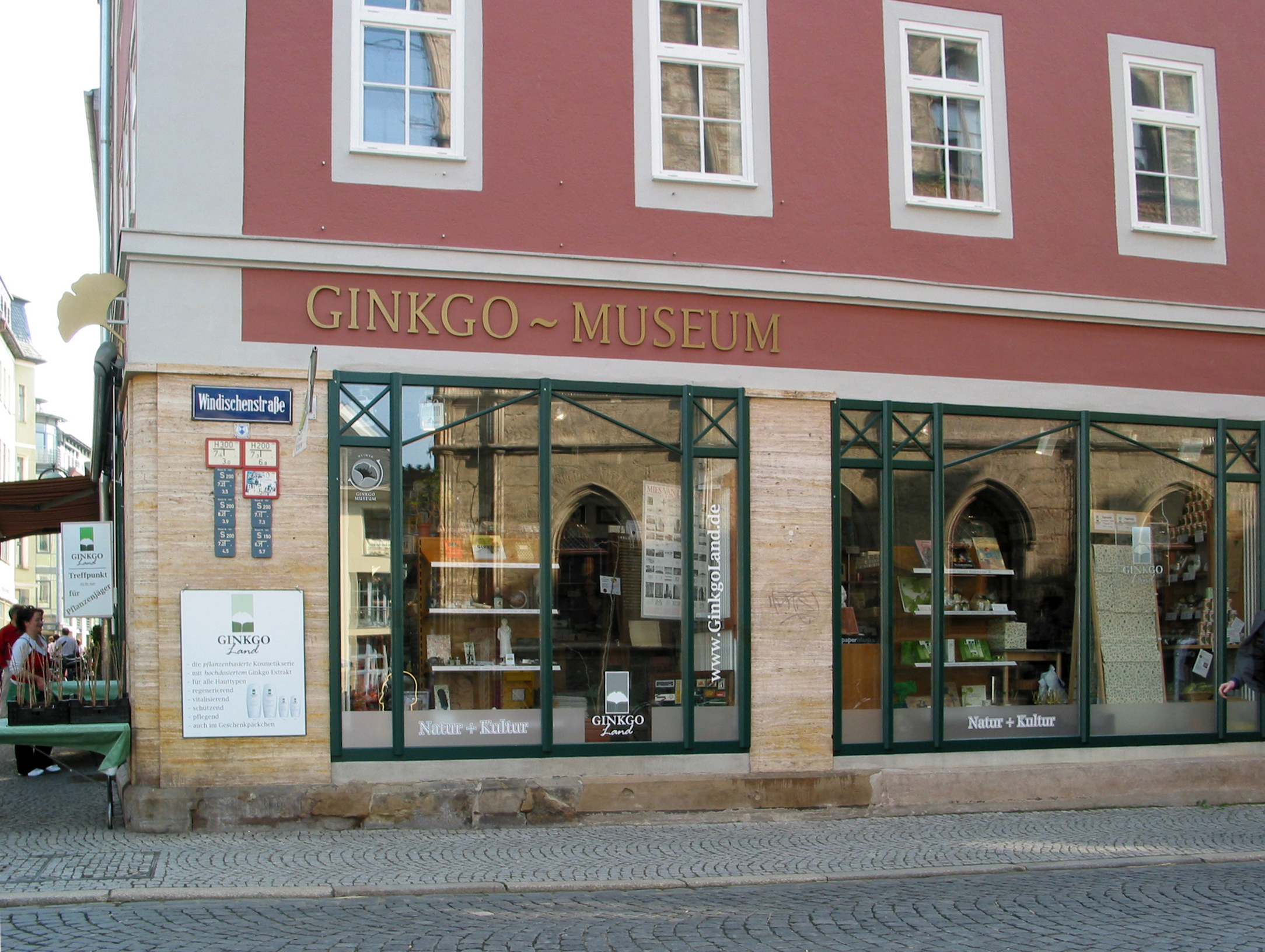
Das Ginkgo-Museum am Marktplatz in Weimar.

Das Ginkgo-Museum ist ein Museum in privater Trägerschaft in Weimar. Es befasst sich mit den Ginkgopflanzen und insbesondere mit dem lebenden Vertreter Ginkgo biloba, seiner Kulturgeschichte und seinen Verwendungsmöglichkeiten zum Beispiel in der Küche, Kosmetik und Medizin. Das Museum besteht seit 1998 und wird von der Familie Stefanie und Heinrich Georg Becker betrieben, die seit 1992 mit Ginkgoprodukten im Handel tätig ist.